# Formula Regional Asian Championship
Die Formula Regional Asian Championship (FR Asian) war eine FIA-Formel-Regional-Rennserie. Die Meisterschaft wurde 2018 das erste Mal ausgetragen und zuletzt 2022 durchgeführt.

## Geschichte
Die Rennserie wurde im Frühjahr 2018 als F3 Asian Championship von Topspeed Shanghai gegründet.
Um Probleme mit der Vergabe von Superlizenz-Punkte zu vermeiden – Fahrer dürfen nach einer FIA-Entscheidung im September 2019 bei zwei Rennserien die jeweiligen Superlizenz-Punkte sammeln sofern diese sich im Kalenderjahr nicht überlappen – wurde die Serie Mitte 2019 auf einen Winterbetrieb umgestellt. Allerdings wurde diese Änderung bereits nach einer Saison wieder rückgängig gemacht. 
2022 erfolgte die Umbenennung in Formula Regional Asian Championship um im Einklang mit der FIA und dem standardisierten Weg vom Kartsport in die Formel 1 zu stehen.
Die Saison 2023 wurde kommentarlos nicht ausgetragen, nachdem sich nur ein Fahrer für die Meisterschaft eingeschrieben hatte.

## Sportliches Reglement

### Punkteverteilung
Die Punktewertung orientierte sich am aktuellen Punktesystem der Formel 1. Somit erhielt der Sieger eines Rennens 25, der Zweite 18, der Dritte 15 Punkte bis hin zum Zehntplatzierten, welcher den letzten Punkt erhielt. Es wurden keine Zusatzpunkte für die Pole-Position oder die schnellste Rennrunde verteilt. In die Teamwertung flossen die Ergebnisse der zwei vom jeweiligen Team nominierten Rennfahrer pro Rennen ein.
| Punkteverteilung | Punkteverteilung | Punkteverteilung | Punkteverteilung | Punkteverteilung | Punkteverteilung | Punkteverteilung | Punkteverteilung | Punkteverteilung | Punkteverteilung | Punkteverteilung | Punkteverteilung | Punkteverteilung |
| ---------------- | ---------------- | ---------------- | ---------------- | ---------------- | ---------------- | ---------------- | ---------------- | ---------------- | ---------------- | ---------------- | ---------------- | ---------------- |
| Platz            | 1                | 2                | 3                | 4                | 5                | 6                | 7                | 8                | 9                | 10               | PP               | SR               |
| Punkte           | 25               | 18               | 15               | 12               | 10               | 8                | 6                | 4                | 2                | 1                | –                | –                |

### Superlizenz-Punkte
Der Meister der Serie erhielt, anders als das europäische Pendant, nur 18 Punkte für die Superlizenz, der Vizemeister 14, der Dritte zwölf Punkte bis zum neuntplatzierten, welcher den letzten verfügbaren Punkt für die Superlizenz erhielt.
| Superlizenz-Verteilung (2019–2022) | Superlizenz-Verteilung (2019–2022) | Superlizenz-Verteilung (2019–2022) | Superlizenz-Verteilung (2019–2022) | Superlizenz-Verteilung (2019–2022) | Superlizenz-Verteilung (2019–2022) | Superlizenz-Verteilung (2019–2022) | Superlizenz-Verteilung (2019–2022) | Superlizenz-Verteilung (2019–2022) | Superlizenz-Verteilung (2019–2022) | Superlizenz-Verteilung (2019–2022) |
| ---------------------------------- | ---------------------------------- | ---------------------------------- | ---------------------------------- | ---------------------------------- | ---------------------------------- | ---------------------------------- | ---------------------------------- | ---------------------------------- | ---------------------------------- | ---------------------------------- |
| Platz                              | 1                                  | 2                                  | 3                                  | 4                                  | 5                                  | 6                                  | 7                                  | 8                                  | 9                                  | 10                                 |
| Punkte                             | 18                                 | 14                                 | 12                                 | 10                                 | 6                                  | 4                                  | 3                                  | 2                                  | 1                                  | 0                                  |

## Technisches Reglement

### Chassis
In der Meisterschaft wurde als Chassis das F3 T-318 von Tatuus verwendet. Die Chassis sind Monocoques aus kohlenstofffaserverstärktem Kunststoff und haben eine Reihe von neuen Sicherheitsmerkmalen, darunter das Halo-System und einen verbesserten Seitenaufprallschutz.

### Motor und Getriebe
Geschaltet wurde über ein sequenzielles Sechsgangschaltgetriebe mit Schaltwippen am Lenkrad. Als Motor wurde ein aufgeladener 2,0-Liter-Pratola-Serra-1750-TBi-Turbomotor von Alfa Romeo verwendet, der von Autotecnica vorbereitet wurde und 200 kW (272 PS) bei einer Drehzahl von 6.000/min leistete.

### Reifen
Als Bereifung kamen Slicks von Giti Tire zum Einsatz.

## Bisherige Meister
| Jahr    | Meister        | Punkte   | Zweiter             | Punkte   | Dritter         | Punkte   | Master            | Punkte            | Rookie            | Punkte            | Bestes Team                 | Punkte   | Quelle |
| ------- | -------------- | -------- | ------------------- | -------- | --------------- | -------- | ----------------- | ----------------- | ----------------- | ----------------- | --------------------------- | -------- | ------ |
| 2018/20 | Raoul Hyman    | 227      | Jake Hughes         | 225      | Jaden Conwright | 173      | Yin Hai Tao       | 276               | Nicht ausgetragen | Nicht ausgetragen | Dragon HitechGP             | 545      | [ 7 ]  |
| 2019/20 | Ukyo Sasahara  | 301      | Jack Doohan         | 276      | Daniel Cao      | 187      | Paul Wong         | 313               | Nicht ausgetragen | Nicht ausgetragen | Hitech Grand Prix           | 599      | [ 8 ]  |
| 2019/20 | Joey Alders    | 266      | Jack Doohan         | 229      | Nikita Masepin  | 186      | Thomas Lüdi       | 254               | Nicht ausgetragen | Nicht ausgetragen | BlackArts Racing Team       | 386      | [ 9 ]  |
| 2021/20 | Zhou Guanyu    | 257      | Pierre-Louis Chovet | 241      | Jehan Daruvala  | 192      | Nicht ausgetragen | Nicht ausgetragen | Ayumu Iwasa       | 226               | Abu Dhabi Racing by Prema   | 383      | [ 10 ] |
| 2022/20 | Arthur Leclerc | 218      | Pepe Martí          | 158      | Isack Hadjar    | 134      | Khaled Al Qubaisi | 287               | Pepe Martí        | 298               | Mumbai Falcons India Racing | 348      | [ 11 ] |
| 2023/20 | Abgesagt       | Abgesagt | Abgesagt            | Abgesagt | Abgesagt        | Abgesagt | Abgesagt          | Abgesagt          | Abgesagt          | Abgesagt          | Abgesagt                    | Abgesagt |        |